# Das Ungeheuer von Loch Ness (Film)
Das Ungeheuer von Loch Ness (The Giant Behemoth) ist ein britisch-US-amerikanischer Science-Fiction-Film von 1959. Die Spezialeffekte stammten von Willis O’Brien. Bei der Produktion handelt es sich bis in einzelne Szenen hinein um eine Neuverfilmung von Eugène Louriés Film Panik in New York. Erstveröffentlichung in Deutschland war der 3. März 1961.

## Handlung
Der US-amerikanische Meeresbiologe Steve Karnes hält in London vor einer wissenschaftlichen Gesellschaft einen Vortrag über die Gefahren radioaktiver Strahlung durch Atombombenversuche. Er war selbst Teilnehmer an der Operation Crossroads. Seitdem seien 143 Atombombentests durchgeführt worden. Nach seinen Untersuchungen habe die atomare Strahlung eine biologische Kettenreaktion ausgelöst, bei der die Strahlung vom Plankton über Fische und Vögel auch auf größere Tiere übergehen würde.
In dem kleinen Fischerort Looe in Cornwall landet der Fischer Tom mit seiner Tochter Jean und lädt seinen Fang aus. Während Jean zuhause das Essen vorbereitet, kümmert sich Tom um den Fang. Plötzlich wird Tom von einer eigenartigen Strahlung erfasst und bricht zusammen. Als er zum Essen ausbleibt, sucht Jean ihn vergeblich im örtlichen Pub. Zusammen mit dem Fischer John macht sich Jean auf die Suche nach ihrem Vater. Sie finden ihn sterbend am Strand, durch eine Art Brandblasen verunstaltet. Mit letzter Kraft kann er mitteilen, dass von der See ein brennendes Feuer gekommen sei und ruft sterbend „Behemoth“! Nach Toms Beerdigung suchen Jean und John erneut den Strand auf. Sie finden tausende toter Fische vor. Als John eine Art Qualle berührt, zieht er sich ebenfalls schwere Brandblasen zu.
Steven Karnes bereitet sich in London auf seinen Rückflug in die USA vor, als er im Fernsehen einen Bericht über den Vorfall in Cornwall sieht. Sofort sucht er Professor Bickford auf, der in der britischen Atomenergiebehörde tätig ist und zu dem er Vertrauen hat. Beide reisen umgehend per Eisenbahn über Plymouth nach Looe und sprechen mit den einheimischen Fischern, darunter auch John. Fischfang ist unmöglich geworden, keiner der Fischer wagt sich mehr aufs Meer hinaus. Einer der Fischer hat ein großes, leuchtendes Lebewesen im Wasser gesehen. Bei dem örtlichen Arzt, der Toms Leiche untersucht hat, erfahren Karnes und Bickford, dass der Fischer an schwersten Verbrennungen gestorben ist. Daraufhin zeigt John Steven Karnes seine Wunde. Karnes stellt fest, dass die Wunde dieselben Merkmale aufweist wie Verletzungen im Pazifik, die bei der Operation Crossroads auftraten. Daraufhin untersuchen Karnes und Bickford den Strand, wo Tom starb, mit einem Geigerzähler, der jedoch nicht ausschlägt. Jean teilt den beiden mit, dass ihr sterbender Vater zuletzt den Namen Behemoth erwähnt habe.
Zurück in London untersucht Karnes diverse Fischproben aus verschiedenen Küstenorten. Bei einem Fisch aus Plymouth zeigt sich eine radioaktive Reaktion. Daraufhin wird eine Konferenz aus Behördenvertretern und Wissenschaftlern einberufen, die beschließt, den Fischfang generell zu stoppen. Karnes begibt sich nach Plymouth und fährt mit dem Fischkutter „Molly T“ auf See hinaus. Plötzlich schlägt der Geigerzähler aus. Im Nebel erkennt Karnes einen schlangenähnlichen Hals mit einem Saurierkopf, der jedoch sofort wieder unter Wasser verschwindet. Eine Verfolgung der Erscheinung scheitert, da das Objekt schneller als der Kutter ist. Karnes wird über Funksprech nach Plymouth zurückgerufen, da inzwischen die vermisste Fähre „Valkyrie“ gefunden wurde.
Das Wrack der „Valkyrie“ liegt am Strand. Es gibt keine Überlebenden. Bickford und Karnes stellen fest, dass ungeheure Kräfte auf dem Schiff gewütet haben, die dicke Stahlplatten mühelos zerfetzten. Sie kehren nach London zurück und alarmieren die Admiralität. Diese setzt sofort die NATO in Kenntnis; die französische und die dänische Marine setzten Kriegsschiffe und Flugzeuge in Bewegung.
In einem Farmhaus schlägt wütend ein Hund an. Der bewaffnete Farmer und sein Sohn folgen dem Hund, der plötzlich verschwindet. Der Farmer schießt auf ein für den Zuschauer nicht sichtbares Objekt, eine Strahlung tritt auf, die beide tötet und nur noch Schatten hinterlässt.
Die Londoner Polizei legt Bickford eine Luftaufnahme vor, die in der Nähe der Farm aufgenommen wurde. Auf ihr ist ein Streifenwagen und daneben der riesige Abdruck einer Art Pfote zu sehen ist, die größer als das Polizeifahrzeug ist. Daraufhin suchen Bickford und Karnes Dr. Sampson auf, der in einem Naturkundemuseum arbeitet. Sampson hält die Pranke für den Abdruck eines Paläosaurus, der allerdings vor langer Zeit ausgestorben ist.  Daraufhin versuchen die beiden Wissenschaftler, die Admirälität zur Sperrung der Themse zu bewegen. Dies wird abgelehnt, da dadurch die Schifffahrt unangemessen beeinträchtigt werden würde. Dr. Sampson macht sich mit einem Hubschrauber auf die Suche nach dem Paläosauraus. Der Hubschrauber wird von einer unbekannten Strahlung erfasst und verschwindet. Die Marine leitet eine Fahndung nach dem von den Radarschirmen verschwundenen Hubschrauber ein, findet jedoch nichts.
Im Londoner Hafen setzt ein Raddampfer der Woolwich-Fähre zur Überfahrt an, als das von Karnes gesichtete Wesen aus der Themse auftaucht und die Fähre mühelos zum Kentern bringt. Die im Wasser schwimmenden Leichen weisen die gleichen Brandblasen auf wie Tom. Die Polizei möchte eine Panik in der Bevölkerung vermeiden und verkündet durch die Presse, dass kein Grund zur Beunruhigung vorliegt. Armee und Polizei rücken an. Die Admirälität möchte das Ungeheuer mit Fliegerbomben vernichten, doch Bickford lehnt dies vehement ab, da das offensichtlich radioaktiv verseuchte Wesen in unzählige Stücke zersprengt werden würde, die eine ungeheure Gefahr für die Einwohnerschaft darstellen. Er schlägt daher den Einsatz eines Torpedos vor, der mit Radium präpariert werden soll. Damit könne das Ungeheuer ebenfalls getötet werden, ohne den Kadaver zu beschädigen.
„Behemoth“ taucht bei der Tower Bridge aus der Themse auf und geht an Land. Panik bricht aus. Der Einsatz von Maschinengewehren erweist sich als nutzlos; die Soldaten werden durch „Behemoths“ Strahlen zu Staub wie der Farmer und sein Sohn. Der Saurier zerstört Hochspannungsleitungen und Öltanks, wodurch Riesenbrände ausgelöst werden. Ein mit zwei Männern besetzter Pkw wird von ihm in die Themse geschleudert. Bickford lädt einen Torpedo mit Radium. Der Torpedo wird zu dem Kleinst-U-Boot X 2 transportiert, das von einem Kommandanten und Karnes bemannt wird. Mit dem Geigerzähler an Bord wird der Saurier unter Wasser aufgespürt und mit dem Torpedo getötet. Als Karnes und Bickford in einem Pkw durch London fahren, hören sie im Autoradio, dass an der amerikanischen Ostküste von Maine bis Florida Massen von toten Fischen aufgefunden wurden.

## Kritik
Die Trickaufnahmen sind noch unter Hondas Niveau.
SCIENCE FICTION TIMES, zitiert nach Lexikon des Science-Fiction-Films, S. 526.

Ach ja, mit dem Ungeheuer von Loch Ness hat dieser Film nichts, aber auch gar nichts zu tun.
Lexikon des Science-Fiction-Films, S. 526.

The film is not badly made, except for the inadequate effects budget, but is simply progresses from one expected event to another. The low-key black-and-white photography is good troughout, and both Gene Evans and André Morell are intelligent performers.
Bill Warren, Keep watching the skies!, S. 331.

## Überlieferung
Eine deutschsprachige DVD-Edition erschien 2010 von i-catcher Media in der Reihe "Galerie des Grauens" als Nr. 7, eine englischsprachige DVD 2011 von Warner.